# Stuart Little (golfer)
 Stuart Little (1967) was een Engelse, linkshandige golfprofessional.  
Hij werd in 1987 professional en speelde in 2000 en 2001 op de Challenge Tour, waarna hij in 2002 zijn Tourkaart voor Europese PGA Tour wist te bemachtigen. 2005 werd zijn topjaar en hoewel hij geen overwinningen boekte, spekte hij zijn bankrekening dat jaar met ruim 350.000 euro. Een schouderblessure in de zomer van 2007 noodzaakte hem zijn spelersloopbaan deed beëindigen.  
Na de operatie werd hij pro op de Minchinhampton Golf Club. 

## Gewonnen
Europese Challenge Tour
- 2001: Rolex Trophy

Engelse PGA
- 1998:  IMG Intermaritime Pro-Am in Frankrijk
- 1999: West of England Foursomes met Tim Clink, IMG Intermaritime Pro-Am in Schotland
- 2001: Sunningdale Foursomes

## Trivia
- Little deed zijn naam geen eer aan, hij is bijna 190cm en weegt bijna 100kg.